# FC Stadlau
FC Stadlau is een Oostenrijkse voetbalclub uit Stadlau, Donaustadt, een stadsdeel van de hoofdstad Wenen.
De club werd in 1913 opgericht onder de naam Normania. Tijdens de Eerste Wereldoorlog werden de activiteiten gestaakt en na de oorlog hervat onder de naam Stadlauer Sportclub. Na een fusie met Union werd de naam in Stadlauer Sportvereinigung verandert. 
Na de Oostenrijkse Burgeroorlog in 1934 werd de club heropgericht onder de naam FC Wolfrum. Tijdens de Tweede Wereldoorlog moest de club gedwongen fuseren met Floridsdorfer AC. Daarna werd de club weer zelfstandig als FC Stadlau. 
In 1953 promoveerde de club naar de Staatsliga B (tweede klasse) en werd daar vicekampioen achter Kapfenberger SV en promoveerde voor de tweede opeenvolgende keer. In de Staatsliga A werd de club elfde met drie punten voorsprong op FC Wien. Het volgende seizoen werd de club gedeeld laatste met FC Wien en ESV Austria Graz en kon op basis van een beter doelsaldo het behoud verzekeren. In 1956/57 werd de club eenzaam laatste met slechts 8 punten.
In 1959 werd ÖMV AG hoofdsponsor en werd de clubnaam FC ÖMV Stadlau. De infrastructuur werd verbeterd maar dat jaar degradeerde de club nog verder naar de Regionalliga Ost. Sindsdien is de club een liftploeg tussen de Regionalliga en de Wiener Stadtliga. Het laatste optreden in de Regionalliga dateert van 2003. Vanaf seizoen 2005/06 treedt de club weer onder de naam FC Stadlau aan.